# David Blanco
Pour les articles homonymes, voir Blanco.
Blanco  Rodríguez est un nom espagnol. Le premier nom de famille, en général paternel, est Blanco ; le second, en général maternel, souvent omis, est Rodríguez.
David Blanco Rodríguez est un coureur cycliste espagnol né le 3 mars 1975 en Suisse et résident à Saint-Jacques-de-Compostelle (Galice, Espagne). Il est membre depuis 2012 de l'équipe Carmim-Prio. Il est reconnu pour avoir remporté cinq éditions du Tour du Portugal, ce qui en fait le recordman de succès sur l'épreuve.

## Biographie
Il passe professionnel en 2000 dans l'équipe portugaise Paredes Rota dos Móveis. En 2002, après avoir quitté le peloton pendant plusieurs mois, il signe pour une autre équipe portugaise, ASC-Vila do Conde. Il remporte cette année-là sa première victoire professionnelle, et termine notamment cinquième du Tour du Portugal. L'équipe espagnole Comunidad Valenciana le recrute pour la saison suivante. Bon rouleur et bon grimpeur, sa principale victoire est le Tour du Portugal 2006. Il a également terminé à la dixième place du Tour d'Espagne en 2004. En 2006, il fut soupçonné de dopage, comme d'autres coureurs de son équipe Comunidad Valenciana, dans le cadre de l'affaire Puerto. L'équipe étant dissoute à la fin de la saison, il a couru en 2007 dans la modeste équipe Duja-Tavira.
En 2009, David Blanco a remporté son troisième Tour du Portugal à la suite de la disqualification de Nuno Ribeiro pour dopage.

## Palmarès

### Palmarès amateur
- 1998
  - 3e de la Volta ao Ribeiro
- 1999
  - Prologue de la Cinturón a Mallorca
  - Tour du District de Deza
  - 3e étape du Tour de Carthagène
  - 3e de la Rutas del Vino
  - 3e du Tour du Portugal de l'Avenir

### Palmarès professionnel
- 2003
  - 3e étape du Grand Prix International CTT Correios de Portugal
  - 2e du Grand Prix International CTT Correios de Portugal
- 2004
  - 2e du Trofeo Cala Millor
  - 3e du Challenge de Majorque
  - 3e du Tour de la Communauté valencienne
  - 10e du Tour d'Espagne
- 2005
  - 3e du Tour de Castille-et-León
- 2006
  - Tour du Portugal :
    - Classement général
    - 8e et 10e (contre-la-montre) étapes

  - 3e du Trophée Joaquim Agostinho
- 2007
  - Grande Prémio Internacional Paredes Rota dos Móveis :
    - Classement général
    - 3e étape
- 2008
  - Classement général du Tour du Portugal
  - 2e du Tour de l'Alentejo
- 2009
  - Tour du Portugal[2] :
    - Classement général
    - 9e[3] et 10e (contre-la-montre)[4] étapes
- 2010
  - Tour de l'Alentejo :
    - Classement général
    - 3e étape (contre-la-montre)

  - Tour du Portugal :
    - Classement général
    - 4e et 7e étapes

  - 2e du Trophée Joaquim Agostinho
  - 2e du Grand Prix Liberty Seguros
- 2012
  - Tour du Portugal :
    - Classement général
    - 8e étape

### Résultats sur les grands tours

#### Tour d'Italie
1 participation
- 2011 : 66e

#### Tour d'Espagne
3 participations
- 2004 : 10e
- 2005 : 13e
- 2011 : 47e

### Classements mondiaux
| Année            | 2005 | 2006 | 2007 | 2008 | 2009 | 2010 | 2011 | 2012 |
| ---------------- | ---- | ---- | ---- | ---- | ---- | ---- | ---- | ---- |
| UCI America Tour |      |      |      |      | 308e |      |      |      |
| UCI Europe Tour  | 181e | 60e  | 48e  | 27e  | 83e  | 32e  | 586e | 74e  |